# Yves Rocher
Yves Rocher é uma empresa multinacional de origem francesa do ramo de cosméticos e beleza.
Fundada em 1959 em La Gacilly, na Bretanha, pelo empresário francês Yves Rocher. A empresa está presente em mais de 90 países e tem cerca de 13.500 empregados diretos. No Brasil, atuou durante a década de 1990, adotando o sistema de vendas por telemarketing, a partir de consultoras de beleza, em vez de inserir os produtos no varejo.
O grupo Yves Rocher obteve um faturamento de 2,012 bilhões de euros em 2004, e também gerencia as marcas: Daniel Jouvance, Pierre Ricaud, Isabel Derroisné, Kiotis e Galérie Noémie.
A Yves Rocher compromete-se a criar e a produzir respeitando a natureza - é a Criadora da Cosmétique Végétale®.
Trata-se da marca líder em cosméticos na França e possui mais de 30 milhões de clientes fiéis ao redor do mundo.
No final de 2013, a Yves Rocher voltou a operar no Brasil abrindo sua primeira loja em São Paulo. A nova operação no país envolve a inauguração de cerca de 300 lojas no prazo de até 10 anos.  Nos anos seguintes foram abertas outras lojas no Shopping Center Norte, Shopping Pátio Paulista, Shopping Rio-Mar e Park Shopping Birigui, além do e-commerce que vai atender a demanda de todo o país.
Para conquistar o público brasileiro, a marca terá disponível em média 600 produtos entre cuidados faciais, cuidados corporais,  fragrâncias, maquiagens e uma linha especial para os cabelos. A companhia tem como princípio desenvolver produtos de beleza de forma sustentável, por isso utiliza apenas plantas orgânicas em suas composições.